# Chromogisaurus
Chromogisaurus (лат.) — род примитивных ящеротазовых динозавров из подотряда завроподоморф, живших в конце триасового периода (около 228,7—216,5 миллионов лет назад) на территории нынешней Южной Америки. Представлен одним видом — Chromogisaurus novasi.

## Описание
Окаменелости завроподоморфа (голотип PVSJ 846) были найдены в геологической формации Исчигуаласто (провинция Сан Хуан в Аргентине), относящейся к карнийскому ярусу, что делает Chromogisaurus одним из старейших известных динозавров. Впервые описан палеонтологом Мартином Д. Эскуррой (Martín D. Ezcurra) в 2010 году. Известен по частичному посткраниальному скелету. Он включает в себя правую локтевую кость, весь таз, кости бедра, левой ноги, правой голени, фаланги, среднего и переднего хвостового позвонка.
Название рода происходит от др.-греч. «chroma» — «цвет», и «gè» — «страна»; это отсылка к Лос-Колорадос, красочным скальным образованиям в Valle Pintado. Видовое название дано в честь аргентинского палеонтолога Фернандо Эмилио Новаса (Fernando Emilio Novas).

Сравнительный размер

В длину достигал около 2 метров. По словам исследователей форма относительно длинной локтевой кости указывает на то, что эти динозавры хотя бы иногда передвигались на четырёх конечностях. Задние конечности значительно длиннее передних.
В результате кладистического анализа Мартин Эскурра отнёс Chromogisaurus к базальным завроподоморфам в семейство Guaibasauridae, вместе с Guaibasaurus, Agnosphitys, Panphagia и Saturnalia. В Guaibasauridae образует небольшое подсемейство Saturnaliinae вместе с сестринским таксоном Saturnalia.